# 세자시강원
세자시강원(世子侍講院)은 조선 시대 왕세자의 교육을 담당하기 위하여 설치되었던 예조 소속 관서이다.

## 개요
태조 초에 설치된 세자관속(世子官屬)을 뒤에 개칭한 것으로 왕세자를 모시고 경서(經書)와 사적(史籍)을 강의하며 도의(道義)를 가르치는 임무를 담당하였다.
과거 합격자가 아닌 유학(幼學)이라도 대신이 추천하면 자의에 임명될 수 있었다.

## 관직표
| 품계  | 관직명         | 인원 | 비고                              |
| ----- | -------------- | ---- | --------------------------------- |
| 정2품 | 좌사(左使)     | 1명  | 강학(講學)과 시위(侍衛) 등을 관장 |
| 정2품 | 우사(右使)     | 1명  | 강학(講學)과 시위(侍衛) 등을 관장 |
| 종2품 | 좌빈객(左賓客) | 1명  | 강학(講學)과 시위(侍衛) 등을 관장 |
| 종2품 | 우빈객(右賓客) | 1명  | 강학(講學)과 시위(侍衛) 등을 관장 |
| 종3품 | 좌보덕(左輔德) | 1명  | 강학(講學)과 시위(侍衛) 등을 관장 |
| 종3품 | 우보덕(右輔德) | 1명  | 강학(講學)과 시위(侍衛) 등을 관장 |
| 정4품 | 좌필선(左弼善) | 1명  | 강학(講學)과 시위(侍衛) 등을 관장 |
| 정4품 | 우필선(右弼善) | 1명  | 강학(講學)과 시위(侍衛) 등을 관장 |
| 정5품 | 좌문학(左文學) | 1명  | 강학(講學)과 시위(侍衛) 등을 관장 |
| 정5품 | 우문학(右文學) | 1명  | 강학(講學)과 시위(侍衛) 등을 관장 |
| 정6품 | 좌사경(左司經) | 1명  | 강학(講學)과 시위(侍衛) 등을 관장 |
| 정6품 | 우사경(右司經) | 1명  | 강학(講學)과 시위(侍衛) 등을 관장 |
| 정7품 | 좌정자(左正字) | 1명  | 강학(講學)과 시위(侍衛) 등을 관장 |
| 정7품 | 우정자(右正字) | 1명  | 강학(講學)과 시위(侍衛) 등을 관장 |
| 정8품 | 좌시직(左侍直) | 1명  | 강학(講學)과 시위(侍衛) 등을 관장 |
| 정8품 | 우시직(右侍直) | 1명  | 강학(講學)과 시위(侍衛) 등을 관장 |

| 품계  | 관직명                 | 인원 | 비고             | 비고                                       |
| ----- | ---------------------- | ---- | ---------------- | ------------------------------------------ |
| 정1품 | 사(師)                 | 1명  | 영의정이 겸함    | 영의정이 겸함                              |
| 정1품 | 부(傅)                 | 1명  | 좌·우의정이 겸함 | 좌·우의정이 겸함                           |
| 종1품 | 이사(貳師)             | 1명  | 좌·우찬성이 겸함 | 좌·우찬성이 겸함                           |
| 정2품 | 좌우빈객(左右賓客)     | 1명  | 겸직             | 겸직                                       |
| 종2품 | 좌우부빈객(左右副賓客) | 1명  | 겸직             | 겸직                                       |
| 정3품 | 찬선(贊善)             | 1명  | 조선 후기에 증설 | 녹관(祿官, 녹봉받는 관리)/겸관(兼官, 겸직) |
| 정3품 | 보덕(輔德)             | 1명  |                  | 녹관(祿官)                                 |
| 정3품 | 겸보덕(兼輔德)         | 1명  | 조선 후기에 증설 | 녹관(祿官)                                 |
| 정4품 | 진선(進善)             | 1명  | 조선 후기에 증설 | 녹관(祿官)/겸관(兼官)                      |
| 정4품 | 필선(弼善)             | 1명  |                  | 녹관(祿官)                                 |
| 정4품 | 겸필선(兼弼善)         | 1명  | 조선 후기에 증설 | 녹관(祿官)                                 |
| 정5품 | 문학(文學)             | 1명  |                  | 녹관(祿官)                                 |
| 정5품 | 겸문학(兼文學)         | 1명  | 조선 후기에 증설 | 녹관(祿官)                                 |
| 정6품 | 사서(司書)             | 1명  |                  | 녹관(祿官)                                 |
| 정6품 | 겸사서(兼司書)         | 1명  | 조선 후기에 증설 | 녹관(祿官)                                 |
| 정7품 | 설서(說書)             | 1명  |                  | 녹관(祿官)                                 |
| 정7품 | 겸설서(兼說書)         | 1명  | 조선 후기에 증설 | 녹관(祿官)                                 |
| 정7품 | 자의(諮議)             | 1명  | 조선 후기에 증설 | 녹관(祿官)                                 |

## 기관 연혁
- 1392년(태조 원년) : 세자관속(世子官屬) 설치.[1]
- 1408년 10월(전으로 추측, 태종 8년) : 세자시강원(世子侍講院)으로 개칭.[2]
- 1895년(고종 32년) : 갑오 관제개혁 때 예조속아문(禮曹屬衙門)에서 궁내부(宮內府) 소속으로 옮겨 왕태자궁(王太子宮)으로 이름 변경. 일강관(日講官) 2인, 시강관(侍講官) 4인, 첨사(詹事) 1인, 부첨사(副詹事) 1인 등을 둠
- 1896년(고종 33년) : 왕태자궁이었던 이름을 시강원으로 개칭.
- 1903년(광무 7년) : 일강관과 부첨사를 없애고 칙임관과 주임관의 서연관(書筵官) 각 1명을 둠.
- 1905년(광무 9년) : 황태자시강원으로 개칭.
- 1907년(광무 11년) : 동궁(東宮)으로 개칭.